# José Ramiro Pellecer Samayoa
José Ramiro Pellecer Samayoa (* 10. Oktober 1929 in Antigua Guatemala; † 14. März 2022 ebenda) war ein guatemaltekischer Geistlicher und römisch-katholischer Weihbischof in Guatemala.

## Leben
José Ramiro Pellecer empfing nach seiner theologischen Ausbildung durch den Erzbischof von Guatemala, Mariano Rossell y Arellano, zusammen mit dem 1977 ermordeten Priester Hermógenes López Coarchita, am 9. Juli 1950 die Priesterweihe. Er war im Erzbistum Guatemala tätig.
Papst Paul VI. ernannte ihn am 28. November 1967 zum Weihbischof in Guatemala und Titularbischof von Teglata in Proconsulari. Der Apostolische Nuntius in El Salvador und Guatemala, Erzbischof Bruno Torpigliani, spendete ihm am 6. Januar des folgenden Jahres die Bischofsweihe; Mitkonsekratoren waren Mario Kardinal Casariego y Acevedo CRS, Erzbischof von Guatemala, und Rafael González Estrada, Weihbischof in Guatemala.
Vom 3. März 1984 bis zum 10. Mai 1986 war er während der Sedisvakanz Apostolischer Administrator der Territorialprälatur Escuintla.
Am 2. Oktober 2010 nahm Papst Benedikt XVI. seinen altersbedingten Rücktritt an. José Ramiro Pellecer starb am 14. März 2022 im Alter von 92 Jahren.